# شیمی‌دان (فیلم)
«شیمی‌دان» (انگلیسی: The Chemist (film)) یک فیلم به کارگردانی ال کریستی است که در سال ۱۹۳۶ منتشر شد. از بازیگران آن می‌توان به باستر کیتون اشاره کرد.